# Flenörtskapuschongfly
Flenörtskapuschongfly, Cucullia scrophulariae, är en fjärilsart som beskrevs av Michael Denis och Ignaz Schiffermüller, 1775. Flenörtskapuschongfly ingår i släktet Cucullia och familjen nattflyn, Noctuidae. Enligt den svenska rödlistan 2010 var arten nationellt utdöd, RE, i Sverige. Rödlistningen omvärderades 2015 till sårbar, VU, efter en del fynd som gjorts i Sverige under 2000-talet. Arten är listad som bofast och reproducerande i Blekinge och eventuellt även i Småland och på Öland. Arten är tillfälligt även funnen i Skåne där den tidigare var bofast och i Halland. Arten har även tidigare förekommit på Gotland men är numera lokalt utdöd där. Artens livsmiljö är öppna gräsmarker och strandängar eller ruderatmarker med blottad mark. Inga underarter finns listade i Catalogue of Life.

## Bildgalleri

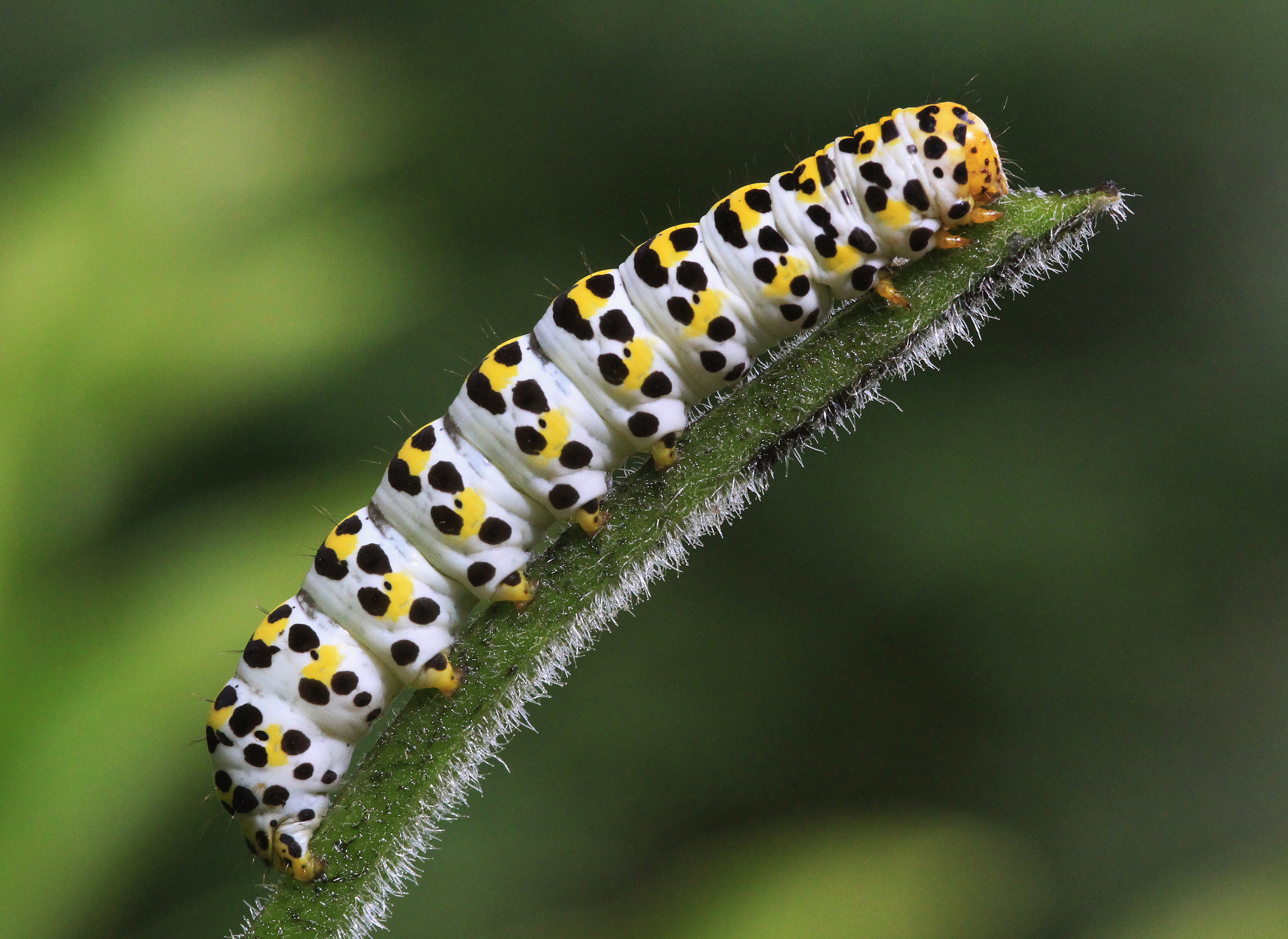
Fjärilens larv
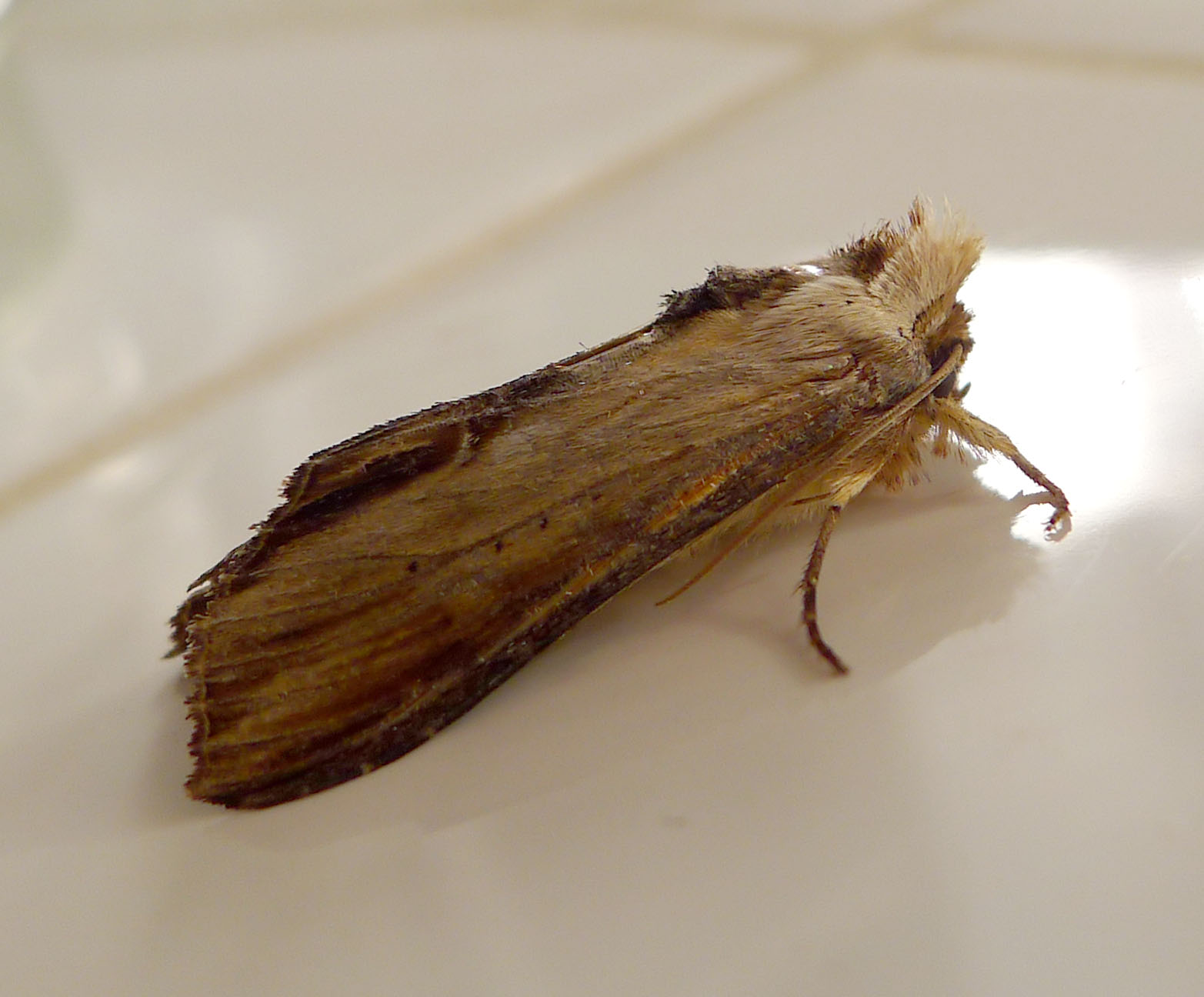
Imago fjäril
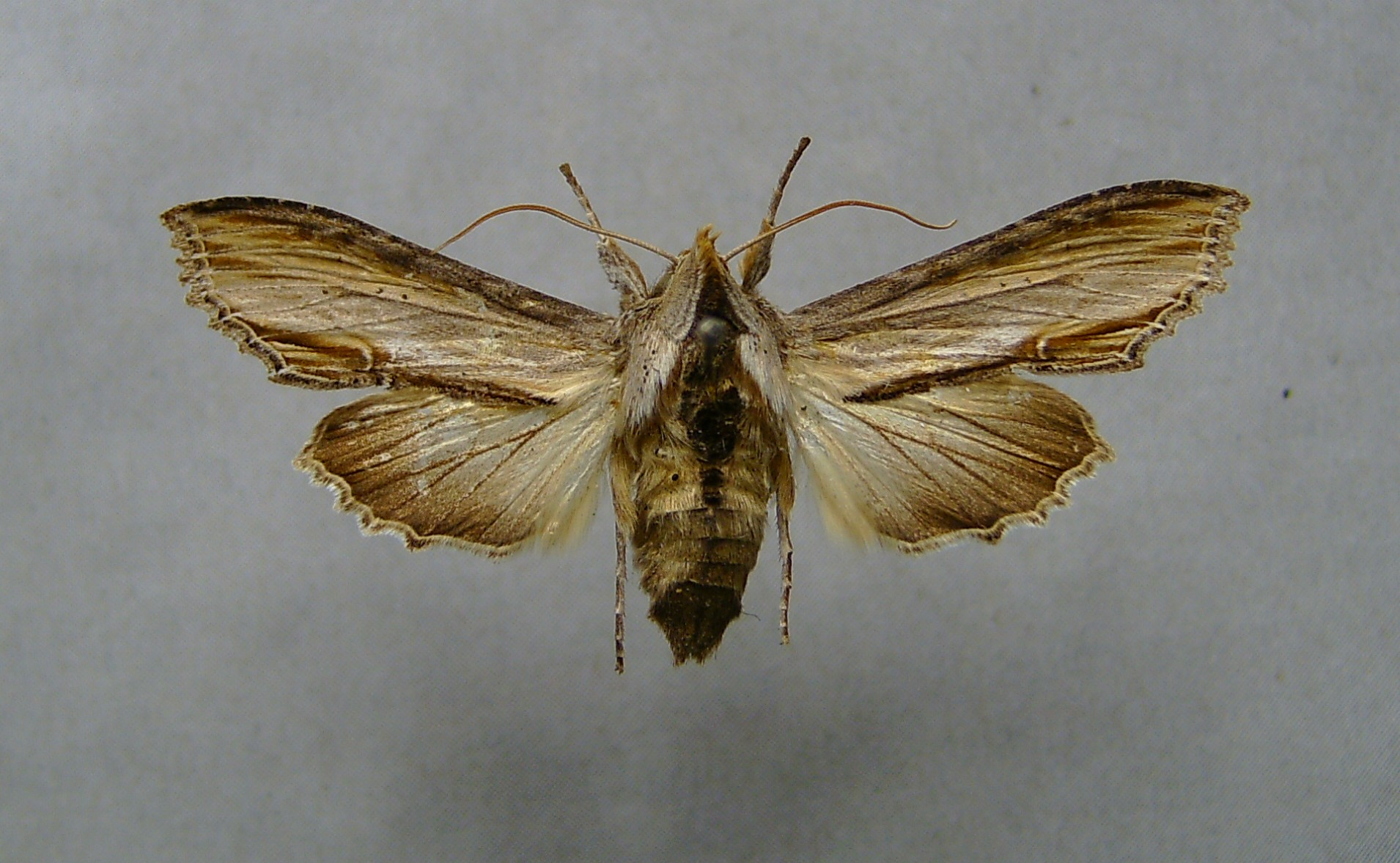
Preparerad (uppnålad) imago fjäril